# Kecamatan Patimuan
Kecamatan Patimuan är ett distrikt i Indonesien.   Det ligger i provinsen Jawa Tengah, i den västra delen av landet, 260 km sydost om huvudstaden Jakarta.